# The Gettysburg Address
The Gettysburg Address is het eerste livealbum van Moon Safari. Het is opgenomen tijdens het Rosfest festival. De band trad in 2009 al op tijdens dat festival en werd gevraagd terug te komen. Een nieuw optreden vond plaats op 20 mei 2011 in het Majestic Theatre te Gettysburg.

## Musici
- Petter Sandström – akoestische gitaar, zang
- Pontus Åkesson – gitaar, zang
- Johan Westerlund – basgitaar, zang
- Sebastian Åkesson – toetsinstrument, percussie, zang
- Simon Åkesson – toetsinstrumenten, zang
- Tobias Lindgren – slagwerk, percussie, zang

## Muziek
| Nr. | Titel                     | Duur  |
| --- | ------------------------- | ----- |
| 1.  | Moonwalk                  | 11:38 |
| 2.  | Lover’s end part 1        | 6:55  |
| 3.  | A kid called panic        | 14:34 |
| 4.  | Vasgur’s farm             | 8:44  |
| 5.  | The world’s best dreamers | 6:20  |

| Nr. | Titel                    | Duur  |
| --- | ------------------------ | ----- |
| 1.  | Dance across the ocean   | 8:48  |
| 2.  | Heartland                | 6:04  |
| 3.  | New York City summergirl | 4:57  |
| 4.  | Other half of the sky    | 30:39 |